# Podocarpus pallidus
Podocarpus pallidus är en barrträdart som beskrevs av Netta Elizabeth Gray. Podocarpus pallidus ingår i släktet Podocarpus och familjen Podocarpaceae. IUCN kategoriserar arten globalt som sårbar. Inga underarter finns listade i Catalogue of Life.